# Hygrophila lacustris
Hygrophila lacustris är en akantusväxtart som först beskrevs av Diederich Franz Leonhard von Schlechtendal och Cham., och fick sitt nu gällande namn av Christian Gottfried Daniel Nees von Esenbeck. Hygrophila lacustris ingår i släktet Hygrophila och familjen akantusväxter. Inga underarter finns listade i Catalogue of Life.